# Колки (Псковская область)
Колки — деревня в Невельском районе Псковской области, входящая в состав Ивановской волости, расположенная примерно в 5 километрах от административного центра города Невеля на берегу озера Воротно. Население — 17 человек (на 2000) и 15 человек на 2011. 